# Krzysztof Owedyk
Krzysztof Owedyk (ur. 1971) – polski scenarzysta i rysownik komiksów, malarz i grafik znany pod pseudonimem Prosiak. W latach 90. ubiegłego wieku twórca zinów i komiksów związany z trzecim obiegiem i kontrkulturą punk. Jeden z krajowych pionierów wydawania komiksów metodą self-publishingu i DIY. Początkowo niezależnie jako Prosiacek Publishing później dzięki wydawnictwu Pasażer.
W młodości związany z Katowicami, gdzie ukończył liceum plastyczne. Rysunki i komiksy Owedyka publikowane były początkowo m.in. w „Lampie”, „AQQ”, „Gamblerze”. Pracował jako audytor wewnętrzny. Żonaty, mieszka i pracuje we Wrocławiu, wcześniej mieszkał w Katowicach. 

## Publikacje

### Ziny
- Prosiacek, 10 numerów[4] (nr 1, 1990[7], nr 5, 1993[7], nr 8, 1999[7])
- Smutna historia o pewnym świecie, 1991, Prosiacek Publishing[8]
- Tomiki z rysunkami satyrycznymi: O Krzyżu / Z życia Chrystusa część 1, O Krzyżu / Z życia Chrystusa część 2, Śmierć to zdrowie, Dymy, Terror demokratyczny, Krwistozielone, Teraz Polska!, Moment krytyczny, Kinoświromania, Jako w niebie tak i na ziemi, Wszystkie istoty, małe i duże, Piekło i szatani, 1997, Prosiacek Publishing[9]
- Mikrobrazy, 5 tomików (Mikrobrazy, Egzegeza, Esotheria, Fin de Siecle, Neuropeacemakers), 1991-1996, Prosiacek Publishing[10]
- 40 i 4, 1992[4]
- Luzjuba Urłałcza, 1992, Prosiacek Publishing[4]

### Komiksy
- Ósma czara, 1994, Prosiacek Publishing[8]
- Ratboy, 1999, Pasażer[8]
- Ósma czara, 1999, Pasażer[8]
- Blixa i Żorżeta, 1999, Pasażer[8]
- Blixa i Żorżeta 2, 2000, Pasażer[8]
- Blixa i Żorżeta 3, 2003, Pasażer
- Cierń w koronie, tom 1 - Objawienia i omamy, 2003, Kultura Gniewu[8]
- Bajki urłałckie. Stare i nowe. Krzysztofa Owedyka potocznie Prosiaczkiem zwanego[8]
- Blixa i Żorżeta. 3, 2003, Pasażer[8]
- Cierń w koronie, tom 1 - Klucz, 2004, Kultura Gniewu[8]
- Ósma czara, 2007, Kultura Gniewu[11]
- Prosiacek [1990-2010], 2010 (pierwsze kompletne wydanie), Kultura Gniewu[8]
- Prosiacek X, 2012, Kultura Gniewu[8]
- Będziesz smażyć się w piekle, 2016, Kultura Gniewu[8]
- The Prosiak's Blixa i Żorżeta, 2018 (pierwsze wydanie zbiorcze), Kultura Gniewu[8]
- Letnicy, tom 6 serii Wydział 7, 2020[12]
- Oszołomiające bajki urłałckie, 2021, Kultura Gniewu[10]
- Upiór, tom 12 serii Wydział 7, 2022[12]

### Poezja
Jest twórcą kilku tomików poezji opublikowanych pod pseudonimem Lucy Fear:
- Uweltunga – wewnętrzne sanktuarium, 1993, Prosiacek Publishing[14]
- Wnętrzności miast, Neuropa, Senny las, Zaciemniacz, 1997, Prosiacek Publishing

Ilustracje oraz komiksy Owedyka były publikowane m.in. w:
- O miłości i bogu, różnie, Martin Eden (właśc. Marcin Kornak[4][15]
- Wesoły finał, fanowska antologia komiksów o Kapitanie Żbiku, 2002[16]
- Ostatni z nas, (ilustracja) 2017[17]
- Slime fiction, 2018, GESTURE (ilustracja)[8]
- Ostatnie drzewo, antologia komiksów, 2021[18]

Projektował okładki albumów muzycznych dla takich zespołów, jak: Fate, Nuclear Death, Moskwa, Profanacja, Śmierć Kliniczna, SKTC oraz okładki książek takich autorów jak Dariusz Dusza, Maciej Jastrzębski

## Nagrody
Za Będziesz smażyć się w piekle:
| Nagroda                                                | Kategoria                                         | Rodzaj  |
| ------------------------------------------------------ | ------------------------------------------------- | ------- |
| Nagroda Polskiego Stowarzyszenia Komiksowego 2016      | Najlepszy rysownik                                | laureat |
| Nagroda Polskiego Stowarzyszenia Komiksowego 2016      | Najlepszy scenarzysta                             | laureat |
| Nagroda Polskiego Stowarzyszenia Komiksowego 2016      | Najlepszy polski komiks                           | laureat |
| MISIE                                                  | DZIAŁO SIĘ                                        | laureat |
| Nagroda 28. Międzynarodowego Festiwalu Komiksu w Łodzi | Najlepszy polski album komiksowy wydany 2016/2017 | laureat |

Za Oszołomiające bajki urłałckie:
| Nagroda                                                       | Kategoria                                         | Rodzaj  |
| ------------------------------------------------------------- | ------------------------------------------------- | ------- |
| Nagroda Polskiego Stowarzyszenia Komiksowego 2021, Orient Men | Najlepszy rysownik                                | laureat |
| Nagroda Polskiego Stowarzyszenia Komiksowego 2021, Orient Men | Najlepszy scenarzysta                             | laureat |
| Nagroda Polskiego Stowarzyszenia Komiksowego 2021, Orient Men | Najlepszy polski komiks                           | laureat |
| Nagroda Nowej Fantastyki                                      | Polski Komiks Roku 2022                           | laureat |
| Nagroda 32. Międzynarodowego Festiwalu Komiksu w Łodzi        | Najlepszy polski album komiksowy wydany 2021/2022 | laureat |